# Amt Franzburg-Richtenberg
Amt Franzburg-Richtenberg – związek gmin w Niemczech, leżący w kraju związkowym Meklemburgia-Pomorze Przednie, w powiecie Vorpommern-Rügen. Siedziba urzędu znajduje się w miejscowości Franzburg.
W skład związku wchodzi dziesięć gmin:
1. Franzburg
2. Glewitz
3. Gremersdorf-Buchholz
4. Millienhagen-Oebelitz
5. Papenhagen
6. Richtenberg
7. Splietsdorf
8. Velgast
9. Weitenhagen
10. Wendisch Baggendorf